# ジム・ラッセル・レーシングスクール
ジム・ラッセル・レーシングスクール（英：Jim Russell Racing Drivers School ）は、イギリスにあった名門レーシングスクール。現在はカナダとアメリカでスクールを開いている。

## 概要

### 開校
イギリス人レーシングドライバーのジム・ラッセルが、1957年に、イギリスのスネッタートン・モーターレーシング・サーキットで自らの名を冠したレーシングスクールを開校した。

### 名門
その後スクールはドニントンパーク・サーキットに移転した。エマーソン・フィッティパルディ、アイルトン・セナ、ジャック・ヴィルヌーヴをはじめとする数人のF1世界チャンピオンを含む多くのトップドライバーを育てた。
1992年の全日本F3チャンピオンのアンソニー・レイドなどの、トップクラスのレーシングドライバーを講師に迎えていた。また、アメリカ、カナダ、日本に分校が存在した。
1998年に、ジム・ラッセル・レーシングスクールを後援していた自動車メーカーのボクスホールが、スクールで使用していた入門用フォーミュラ「フォーミュラ・ボクスホール・ロータス」および「フォーミュラ・ボクスホール・ジュニア」の運営と生産から撤退するなど、モータースポーツへのサポートを縮小。そのあおりを受けてイギリスでのレーシングスクールは閉校した。

### 現在
現在は、元々は分校であったアメリカ（シアーズポイント）とカナダ（モント・トレンブラント）がその後を継いでいる。2019年4月、創設者ジム・ラッセルが98歳で死去した。

## 主な卒業生
- エマーソン・フィッティパルディ（F1世界チャンピオン）
- アイルトン・セナ（F1世界チャンピオン）
- ジェンソン・バトン（F1世界チャンピオン）
- ジャック・ヴィルヌーヴ（F1世界チャンピオン）
- ジル・ヴィルヌーヴ（F1）
- 井上隆智穂（F1）
- ヤン・マグヌッセン（F1）
- ラルフ・ファーマン（F1）
- 生沢徹（F2）
- 浮谷東次郎（ツーリングカー）
- 式場壮吉（ツーリングカー）
- 多賀弘明（ツーリングカー）
- 三保敬太郎（ツーリングカー）
- 北原豪彦（ツーリングカー）
- ディランタ・マラガムワ（全日本F3000選手権）
- グレッグ・ムーア（CART）
- ジミー・バッサー（CART）
- 坂本祐也（スーパーGT）

## 主な講師
- アンソニー・レイド（全日本F3チャンピオン、全日本F3000選手権、ル・マン24時間レース1988年総合3位など）
- タキ上田